# Lista över flaggor för icke självständiga områden
Detta är en lista med bilder på flaggorna för ej självständiga områden.

## Associerade stater

Cooköarna (Nya Zeeland)
Guernsey (Storbritannien)
Isle of Man (Storbritannien)
Jersey (Storbritannien)
Niue (Nya Zeeland)
Nordmarianerna (USA)
Puerto Rico (USA)

## Avhängiga territorier

Amerikanska Samoa (USA)
Amerikanska Jungfruöarna (USA)
Anguilla (Storbritannien)
Aruba (Nederländerna)
Bermuda (Storbritannien)
Brittiska territoriet i Indiska oceanen (Storbritannien)
Brittiska Jungfruöarna (Storbritannien)
Curaçao (Nederländerna)
Falklandsöarna (Storbritannien)
Franska Polynesien (Frankrike)
Franska sydterritorierna (Frankrike)
Gibraltar (Storbritannien)
Guam (USA)
Julön (Australien)
Kokosöarna (Australien)
Montserrat (Storbritannien)
Norfolkön (Australien)
Nya Kaledonien (Frankrike)
Pitcairnöarna (Storbritannien)
Saint-Pierre och Miquelon (Frankrike)
Sankta Helena (Storbritannien)
Sydgeorgien och Sydsandwichöarna (Storbritannien)
Tokelauöarna (Nya Zeeland)
Turks- och Caicosöarna (Storbritannien)
Wallis- och Futunaöarna (Frankrike)

## Autonoma regioner

Abchazien (Georgien)
Aceh (Indonesien)
Adzjarien (Georgien)
Azad Kashmir (Pakistan)
Azorerna (Portugal)
Balearerna (Spanien)
Baskien (Spanien)
Färöarna (Danmark)
Gagauzien (Moldavien)
Grönland (Danmark)
Hongkong (Kina)
Irakiska Kurdistan (Irak)
Kanarieöarna (Spanien)
Katalonien (Spanien)
Macao (Kina)
Madeira (Portugal)
Melilla (Spanien)
Nordirland (Storbritannien)
Rodrigues (Mauritius)
Skottland (Storbritannien)
Sydossetien (Georgien)
Transnistrien (Moldavien)
Valencia (Spanien)
Vojvodina (Serbien)
Zanzibar (Tanzania)
Wales (Storbritannien)
Åland (Finland)